# NGC 5001
NGC 5001 је спирална галаксија у сазвежђу Велики медвед која се налази на NGC листи објеката дубоког неба.
Деклинација објекта је + 53° 29' 39" а ректасцензија 13h 9m 33,0s. Привидна величина (магнитуда) објекта NGC 5001 износи 13,8 а фотографска магнитуда 14,6. NGC 5001 је још познат и под ознакама UGC 8243, MCG 9-22-22, CGCG 271-20, IRAS 13074+5345, PGC 45631.